# Kościół Anglii
Kościół Anglii (ang. Church of England, łac. Ecclesia Anglicana) – najstarszy i największy z Kościołów anglikańskich. Członek i wiodący przedstawiciel Wspólnoty Anglikańskiej; współistnieją i funkcjonują w nim różne tendencje i tradycje, a do głównych należą: anglokatolicy, liberałowie i kościół niski. Członek Wspólnoty Porvoo, grupującej dwanaście Kościołów anglikańskich i luterańskich.

## Zasięg
Zasięg terytorialny Kościoła obejmuje przede wszystkim Anglię, choć granice niektórych diecezji wykraczają poza Wielką Brytanię. Do Kościoła Anglii przynależą również niemal wszyscy anglikanie żyjący w kontynentalnej Europie, w tym w Polsce. Jego zwierzchnictwo uznają również struktury anglikańskie w Maroku i kilku państwach Azji. Parafie poza Wielką Brytanią są zgrupowane w większości w diecezji Gibraltaru w Europie. 
Kościół Anglii nie obejmuje natomiast swoim zasięgiem pozostałych trzech części składowych Wielkiej Brytanii. W Walii działa odrębny anglikański Kościół w Walii, zaś w Irlandii (w tym Irlandii Północnej) Kościół Irlandii. W Szkocji anglikanie przynależą do Szkockiego Kościoła Episkopalnego, którego nie należy mylić z Kościołem Szkocji. Ten ostatni należy do zupełnie innego nurtu protestantyzmu, a mianowicie do kręgu Kościołów kalwińskich i prezbiteriańskich.

## Charakterystyka
Kościół Anglii jest doktrynalnie jedną z najbliższych katolicyzmowi wspólnot protestanckich, sam określa się zresztą jako Kościół równocześnie katolicki i protestancki. Nie uznaje zwierzchnictwa papieża. 
Większość dogmatyki Kościoła Anglii jest wspólna dla całej wspólnoty anglikańskiej (zob. anglikanizm). Członkostwo w Kościele nabywa się poprzez chrzest, przy czym jako kościół państwowy, Kościół Anglii dopuszcza udzielanie ślubów i pogrzebów osobom nie będącym jego członkami (tym bardziej że dla anglikanów są to posługi niższej rangi niż Eucharystia). Rodzice mogą poprosić o chrzest dla swoich dzieci (i otrzymać go), nawet jeśli sami nie należą do Kościoła. 
Podkreśla ważną rolę sukcesji apostolskiej, co neguje Kościół rzymskokatolicki. Leon XIII w 1896 r. w liście apostolskim Apostolicae curae definitywnie stwierdził przerwanie sukcesji apostolskiej  oraz nieważność święceń wyższych w Kościele anglikańskim.
Wśród wielu różnic dzielących  Kościół Anglii i Kościół rzymskokatolicki jest zniesienie przez ten pierwszy celibatu oraz dopuszczenie, od roku 1992, kapłaństwa kobiet. Od 2014 kobiety mogą być również biskupami Kościoła Anglii. Związane z tym kontrowersje oraz negatywny stosunek części duchowieństwa i wiernych są przyczyną zwrócenia się przez te grupy do Kościoła Katolickiego. Zasady takiej konwersji reguluje konstytucja apostolska Benedykta XVI Anglicanorum coetibus.

## Struktura
Kościół Anglii ma charakter państwowy, stąd jego oficjalnym zwierzchnikiem jest panujący monarcha Wielkiej Brytanii. Przywódcą duchowym Kościoła jest arcybiskup Canterbury, będący z urzędu anglikańskim prymasem Anglii. Drugim co do ważności dostojnikiem kościelnym jest arcybiskup Yorku, sprawujący jako metropolita pieczę nad północnymi diecezjami Kościoła. Najważniejsze decyzje dotyczące całego Kościoła podejmuje Synod Generalny Kościoła Anglii, składający się z trzech izb, przy czym członków jednej izby wybierają biskupi, drugiej pozostali duchowni, a trzeciej świeccy. Niektóre zmiany w prawie kanonicznym Kościoła muszą być dla swojej ważności zatwierdzane przez Parlament Wielkiej Brytanii.  
Kościół podzielony jest na dwie metropolie, zwane też prowincjami. Na czele każdej z nich stoi arcybiskup. Metropolie dzielą się na diecezje z biskupami ordynariuszami na czele. Ordynariuszy mogą wspierać biskupi pomocniczy, którzy podobnie jak w Kościele rzymskokatolickim, są biskupami tytularnymi. Inaczej niż w katolicyzmie, w Kościele Anglii tytularne stolice biskupie są przypisane do diecezji, a nie do biskupów. I tak np. w diecezji Salisbury ordynariusz zawsze nosi tytuł biskupa Salisbury, jeden biskup pomocniczy jest biskupem Ramsbury, a drugi biskupem Sherborne. Biskupów powołuje król na wniosek premiera Wielkiej Brytanii. Zwyczajowo władze kościelne przedstawiają szefowi rządu dwóch kandydatów, z których wybiera on jednego, oficjalnie zatwierdzanego następnie przez króla. Diecezje dzielą się na archidiakonaty, te zaś na dekanaty. Najniższy szczebel stanowią parafie, które mogą obejmować więcej niż jeden kościół.

## Podział administracyjny Kościoła

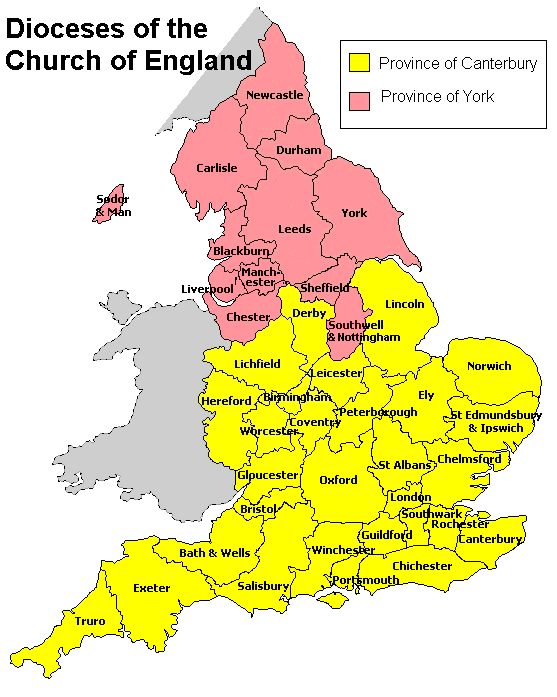
Mapa administracyjna Kościoła Anglii

### Metropolia Canterbury
- Diecezja Bath i Wells
- Diecezja Birmingham
- Diecezja Bristolu
- Diecezja Canterbury
- Diecezja Chelmsford
- Diecezja Chichester
- Diecezja Coventry
- Diecezja Derby
- Diecezja Ely
- Diecezja Exeter
- Diecezja w Europie
- Diecezja Gloucester
- Diecezja Guildford
- Diecezja Hereford
- Diecezja Leicester
- Diecezja Lichfield
- Diecezja Lincoln
- Diecezja londyńska
- Diecezja Norwich
- Diecezja Oksfordu
- Diecezja Peterborough
- Diecezja Portsmouth
- Diecezja Rochester
- Diecezja St Albans
- Diecezja St Edmundsbury i Ipswich
- Diecezja Salisbury
- Diecezja Southwark
- Diecezja Truro
- Diecezja Winchesteru
- Diecezja Worcester

### Metropolia Yorku
- Diecezja Blackburn
- Diecezja Carlisle
- Diecezja Chester
- Diecezja Durham
- Diecezja Leeds
- Diecezja Liverpoolu
- Diecezja Manchesteru
- Diecezja Newcastle
- Diecezja Sheffield
- Diecezja Sodor i Man
- Diecezja Southwell i Nottingham
- Diecezja Yorku

## Zwierzchnicy Kościoła Anglii
Najwyższy Zwierzchnik
- od 8 września 2022 Karol III

Arcybiskup Canterbury
- Vacat